# Rock and a Hard Place
Rock and a Hard Place is een nummer van The Rolling Stones uit 1989. Het is de tweede single van hun negentiende studioalbum Steel Wheels.
Het nummer haalde de 63e positie in de Britse hitlijsten, en de 23e in de Amerikaanse Billboard Hot 100 en de Nederlandse Nationale Hitparade. Ook in de Nederlandse Top 40 was het een bescheiden hitje met een 27e positie. Verder sloeg het nummer nergens aan, ook de Vlaamse Radio 2 Top 30 werd niet gehaald.